# 수수께끼의 전학생
《수수께끼의 전학생》(일본어: なぞの転校生)은 마유무라 타쿠의 주버널 소설과, 그것을 원작으로 하는 영화·드라마 등의 작품이다.

## 개요
당초는, 타이틀을 〈흰 선풍(白い旋風)〉으로 할 예정이었지만, 편집부의 요청으로 〈수수께끼의 전학생(なぞの転校生)〉으로 제목을 바꾸었다. 소년 소녀를 향한 이야기이지만, 핵전쟁이나 과학의 진보의 공죄 등 깊은 테마를 다루고 있다.
- 1967년에 성광사로부터 간행된다.
- 1975년에는 카도카와 문고로부터도 간행되어, 해설은 만화가·테즈카 오사무가 했다(카도카와 스니커 문고판도 포함).
- 1975년에 NHK에서 방송된 소년 드라마 시리즈 《수수께끼의 전학생》으로 드라마화되었다.
- 1980년에는 아키모토 책방으로부터도 간행된다.
- 1998년에 카도카와 문고로부터가 아니라, 카도카와 스니커 문고로부터의 간행이 되었다.
- 1998년에 코나카 카즈야 감독, 니이야마 치하루 주연에 의해 영화화되었다.
- 2004년에 코단샤 파랑새 문고로부터 복각되었다.
- 2014년에 TV 도쿄 〈드라마 24〉에서 《수수께끼의 전학생》으로 39년 만에 드라마화된다.

## 스토리
오사카의 아난 중학교 2학년인 이와타 코이치는, 단지의 옆방에 갑자기 이사온 그리스 조각을 생각하게 만드는 미소년과, 엘리베이터에 같이 타게되었다. 순간의 정전에 과잉 행동을 해, 본 적도 없는 도구를 사용한다. 그는, 코이치의 반에 온 전학생이었다. 이름은 야마자와 노리오. 공부도 스포츠도 만능이지만, 비 속에 방사능이 포함되어있다고 말하며, 문명을 비판한다. 그를 많이 닮은 사람들이 있다는 걸 알아, 이윽고 놀라운 사건을 알게된다.

## 등장인물
이와타 코이치
이 이야기의 주인공으로, 오사카의 아난 중학교에 다니는 운동을 좋아하는 2학년 소년. 이윽고 전학생·노리오의 정체에 의문을 품게된다.
카가와 미도리
코이치의 반 친구로, 탁구의 달인. 이윽고 전학생·노리오에게 호의를 품게된다.
야마자와 노리오
코이치나 미도리의 반에 전학온 수수께끼에 쌓인 소년.
오오타니 선생님
코이치나 미도리의 반 담임으로, 학생들을 따뜻하게 지켜봐 주고 있다. 담당 과목은, 이과.

## 드라마판

### NHK 《소년 드라마 시리즈》판
1975년 11월 17일 ~ 12월 3일에 당시 인기있던 NHK 소년 드라마 시리즈의 1작으로 방송되었다. 전 9화. 내용은, 원작과 거의 동일. 다음 1976년 12월 27일 ~ 31일에 재방송되었다.

#### 캐스트
- 이와타 코이치 - 타카노 히로유키
- 카가와 미도리 - 이즈타 아이코
- 야마자와 노리오 - 호시노 토시하루
- 오오타니 선생님 - 오카다 카와이
- 코이치의 아버지 - 마에다 마사아키
- 코이치의 어머니 - 타카다 토시에
- 노리오의 아버지 - 카와베 큐조
- 나카무라 선생님 - 코이케 유스케
- 교장 선생님 - 사이고쿠 나리오

#### 스태프
- 원작 - 마유무라 타쿠
- 연출 - 요시다 하루오(1 ~ 4화), 마유즈미 카노(5 ~ 9화)
- 각본 - 야마네 유이치로
- 음악 - 이케베 신이치로
- 제작 - 하기와라 토모카

### TV 도쿄 《드라마 24》판
2014년 1월 10일부터 3월 28일까지 매주 금요일에 TV 도쿄 계열의 〈드라마 24〉 시간대에서 방송되었다. 나카무라 아오이, 혼고 카나타, 사쿠라이 미나미의 트리플 주연.

#### 캐스트

##### 고교
2학년 3반
- 이와타 코이치 (SF 연구회 부원) - 나카무라 아오이
- 야마자와 노리오 (전학생) - 혼고 카나타
- 카가와 미도리 (코이치의 소꿉친구) - 사쿠라이 미나미
- 오오모리 켄지로 - 미야자토 슌
- 카스가 아이 - 우노 나루미
- 오가와 레이코 - 후쿠치 아사미
- 와다 에미카 - 이와자키 유리나
- 토츠카 하지메 - 카와고이시 슌페이
- 마루야마 하야토 - 쿠로키 타츠야

SF 연구회 부원
- 스즈키 타쿠로 - 토즈카 준키
- 오오타 쿠미 - 시이나 코토네

불량 그룹
- 카마나카 사이조 (3학년·리더격) - 하야마 쇼노
- 사와코 (1학년) - 히노이 아스카

교원
- 오오타니 선생님 (2학년 3반 담임·음악과 담당) - 쿄노 코토미
- 미나모토 선생님 (국어과 고전 담당) - 니시무타 메구미
- 토다 선생님 (영어과 담당) - 슈쿠가와 아톰
- 와타나베 선생님 (이과 물리 담당) - 오카무라 요이치
- 니카이도 선생님 (체육과 담당) - 카토 레이코
- 테라오카 이사장 - 사이키 시게루

학생들의 가족
- 이와타 토오루 (코이치의 아버지·사이언스 라이터) - 타카노 히로유키
- 이와타 키미코 (코이치의 어머니) - 하마다 마리
- 이와타 아스카 (코이치의 여동생·향년 7세) - 타치카와 안즈
- 미도리의 언니 - 이치카와 사야카
- 카마나카 류자부로 (사이조의 아버지·카마나카 상사 회장) - 카와하라 사부

##### D-8 세계
왕족
- 아스카 (공주) - 스기사키 하나
- 왕비 - 릴리
- 아제가미 - 나카노 유타
- 스즈시로 - 사토 노리
- 모노리스/DRS (기계 음성) - 야쿠모 후미네

비밀 조직
- 소노다 츠토무 - 마야마 아키히로

세뇌자
- 에바라 쇼조 (이와타가(家)의 이웃) - 미키 커티스
- 사에키 코지로 (카마나카의 사제) - 우스이 마사히로
- 사카이 긴지 - 카나야마 카즈히코
- 다테 사카 (의사) - 나미키 시로
- 마에가와 카츠야 - 세리자와 타테토
- 쿠마이 쇼타 - 시노하라 타카후미
- 스가 히데오 - 오오세 마코토

적대 조직
- 하데스 - 오키나 카에이

##### D-15 세계
- 이와타 코이치 (차원 조사단 대장) - 타카노 히로유키 (2역)
- 미유키 (코이치의 딸) - 사쿠라이 미나미 (2역)
- 그 외 - 하야마 쇼노, 미야자토 슌, 우노 나루미 (2역)

##### 게스트
제1화
- 고교 경비원 - 시미즈 요스케
- 기상 캐스터 - 카노 에리 (TV 도쿄 아나운서)

제2화
- 네모토 하지메 (오오모리의 동네 야구 팀 메이트) - 아베 쇼헤이
- 타나카 (동네 야구 심판) - 마스다 토시키
- 이사장의 아내 - 타키모토 유니

제6화
- 마취의 - 하야카와 토모코 (제7 ~ 9화)
- 간호사 - 야마자키 치에 (제7 ~ 9화)
- 사사이 (카마나카 상사 상무) - 노구치 마사히로
- 여성 접수계 - 미나가와 마이

#### 스태프
- 원작 - 마유무라 타쿠
- 기획 프로듀스·각본 - 이와이 슌지
- 음악 - 쿠와바라 마코
- 감독 - 나가사와 마사히코
- 오프닝 테마 - 사쿠라이 미나미 〈지금 변하는 때〉 (에이벡스 엔터테인먼트)
- 엔딩 테마 - 시미즈 쇼타 〈DREAM〉 (MASTERSIX FOUNDATION)
- 극 중 노래 - 헥토파스칼(이와이 슌지, 쿠와바라 마코, 시이나 코토네) 〈바람이 불고 있어〉
- 극 중 곡 - 프레데리크 쇼팽 〈빗방울 Prelude Opus 28 Nr.15〉, 모리스 라벨 〈죽은 왕녀를 위한 파반느〉
- 오프닝 연출 - 토키가와 히데유키
- 촬영 - 칸베 치기
- 미술 - 헤야 쿄코
- 편집 - 이와이 슌지, 카케스 슈이치, 이토 준이치
- 특별 협찬 - 네슬레 일본
- 치프 프로듀스 - 나카가와 준페이
- 프로듀스 - 카와무라 쇼코, 미즈노 쇼
- 라인 프로듀스 - 오다 마유미
- 제작 - TV 도쿄, Rockwell Eyes
- 제작 저작 - 〈수수께끼의 전학생〉 제작 위원회

#### 방송 일자
| 방송회 | 방송일          |
| ------ | --------------- |
| 제1화  | 2014년 1월 10일 |
| 제2화  | 1월 17일        |
| 제3화  | 1월 24일        |
| 제4화  | 1월 31일        |
| 제5화  | 2월 7일         |
| 제6화  | 2월 14일        |
| 제7화  | 2월 21일        |
| 제8화  | 2월 28일        |
| 제9화  | 3월 7일         |
| 제10화 | 3월 14일        |
| 제11화 | 3월 21일        |
| 최종화 | 3월 28일        |

| TV 도쿄 드라마 24                    | TV 도쿄 드라마 24                         | TV 도쿄 드라마 24                                     |
| 이전 작품                            | 작품명                                    | 다음 작품                                             |
| ------------------------------------ | ----------------------------------------- | ----------------------------------------------------- |
| 살인 여왕벌 (2013.10.4 ~ 2013.12.20) | 수수께끼의 전학생 (2014.1.10 ~ 2014.3.28) | 리버스 에지 오카와바타 탐정사 (2014.4.18 ~ 2014.7.11) |

## 영화판
반다이 비주얼에 의해 제작되어, 일본에서 1998년 12월 26일에 개봉되었다. 타이틀과 등장인물의 이름은, 원작과 동일하지만, 인물 설정이 다른 등 내용은 전혀 다른 작품이다.